# Mistrzostwa Panamerykańskie Juniorów w Lekkoatletyce 2013
17. Mistrzostwa Panamerykańskie Juniorów w Lekkoatletyce – zawody lekkoatletyczne dla sportowców do lat 19, które odbyły się między 23 a 25 sierpnia 2013 w kolumbijskim Medellín. Pierwotnie impreza miała odbyć się w peruwiańskiej Limie.

## Rezultaty

### Mężczyźni
| Konkurencja:                  | 1. miejsce                                                                        | Rezultat      | 2. miejsce                                                                                          | Rezultat  | 3. miejsce                                                                                          | Rezultat     |
| Bieg na 100 m                 | Zharnel Hughes                                                                    | 10,31         | Andre De Grasse                                                                                     | 10,36     | Trayvon Bromell                                                                                     | 10,44        |
| Bieg na 200 m                 | Reynier Mena                                                                      | 20,63 NYR     | Vitor dos Santos                                                                                    | 20,73     | Andre De Grasse                                                                                     | 20,74        |
| Bieg na 400 m                 | Brandon McBride                                                                   | 45,89         | Yoandys Lescay                                                                                      | 45,90     | Alejandro Perlaza                                                                                   | 46,42        |
| Bieg na 800 m                 | Bryan Martinez                                                                    | 1:50,35       | Miguel Cifuentes                                                                                    | 1:51,10   | Andre Colebrooke                                                                                    | 1:51,47      |
| Bieg na 1500 m                | Craig Engels                                                                      | 3:53,12       | Thiago André                                                                                        | 3:54,12   | Edgar Alan García                                                                                   | 3:54,85      |
| Bieg na 5000 m                | Edgar Alan García                                                                 | 14:44,54      | Thiago André                                                                                        | 14:52,46  | Thomas Awad                                                                                         | 14:55,53     |
| Bieg na 10 000 m              | Matt McClintock                                                                   | 31:12,39      | Jupiter Carera Casas                                                                                | 31:20,77  | Walter Domingo Yac                                                                                  | 31:20,98 NJR |
| Bieg na 110 m przez płotki    | Juan Carlos Moreno                                                                | 13,42         | Tony Brown                                                                                          | 13,47     | David Franco                                                                                        | 13,61        |
| Bieg na 400 m przez płotki    | Khallifah Rosser                                                                  | 50,75         | Scottie Hearns                                                                                      | 50,96     | Jefferson Valencia                                                                                  | 51,37        |
| Bieg na 3000 m z przeszkodami | Yuber Echeverry                                                                   | 9:16,37       | Antoine Thibeault                                                                                   | 9:17,09   | Nelson Andrés Blanco                                                                                | 9:25,57      |
| Sztafeta 4 x 100 m            | Stany Zjednoczone · Tevin Hester · Cameron Burrell · Riak Reese · Trayvon Bromell | 39,17         | Jamajka · Jevaughn Minzie · Jazeel Murphy · Antonio Henry · Odail Todd                              | 39,68     | Brazylia · Rodrigo do Nascimento · Victor da Silva · Luis Gabriel da Silva · Ricardo Mario de Souza | 39,96        |
| Sztafeta 4 x 400 m            | Stany Zjednoczone · Marcus Chambers · Alexis Robinson · Lamar Bruton · Juan Green | 3:06,57       | Brazylia · Alexander Russo · Jucian Rafael Pereira · Carlos Eduardo Grachet · Rodrigo do Nascimento | 3:06,94   | Kanada · Nathaniel George · Christopher Green · Jordan Sherwood · Brandon McBride                   | 3:07,61      |
| Chód na 10 000 m              | Erwin González                                                                    | 40:36,85      | Brian Pintado                                                                                       | 41:21,97  | Kenny Martín Pérez                                                                                  | 41:53,86     |
| Skok wzwyż                    | Wally Ellenson                                                                    | 2,16          | Christoffer Bryan                                                                                   | 2,16      | Justin Fondren                                                                                      | 2,13         |
| Skok o tyczce                 | Shawnacy Barber                                                                   | 5,35          | Dylan Duvio                                                                                         | 5,20      | Daven Murphree                                                                                      | 4,90         |
| Skok w dal                    | Higor Alves                                                                       | 7,95w         | Andre Jefferson                                                                                     | 7,92      | Irvin Basoria                                                                                       | 7,48         |
| Trójskok                      | Lázaro Martínez                                                                   | 16,49         | Tim White                                                                                           | 16,49     | Felix Obi                                                                                           | 15,75        |
| Pchnięcie kulą                | Josh Freeman                                                                      | 20,20         | Coy Blair                                                                                           | 19,69     | Nelson Fernandes                                                                                    | 19,35        |
| Rzut dyskiem                  | Hayden Reed                                                                       | 62,49         | Mauricio Ortega                                                                                     | 61,77 NJR | Reggie Jagers                                                                                       | 59,30        |
| Rzut młotem                   | Diego Del Real                                                                    | 72,99         | Rudy Winkler                                                                                        | 71,79     | Humberto Mansilla                                                                                   | 68,44        |
| Rzut oszczepem                | Alexander Pascal                                                                  | 72,82         | Janeil Craigg                                                                                       | 69,38 NJR | John Krzyszkowski                                                                                   | 67,38        |
| Dziesięciobój                 | Felipe dos Santos                                                                 | 7762 pkt. AJR | Abdel Larrinaga                                                                                     | 7515 pkt. | Jefferson Santos                                                                                    | 7478 pkt.    |

### Kobiety
| Konkurencja:                  | 1. miejsce                                                                              | Rezultat  | 2. miejsce                                                                           | Rezultat    | 3. miejsce                                                                                    | Rezultat  |
| Bieg na 100 m Wiatr: +2,8 m/s | Arialis Gandulla                                                                        | 11,32     | Jennifer Madu                                                                        | 11,37       | Angela Tenorio                                                                                | 11,39     |
| Bieg na 200 m                 | Arialis Gandulla                                                                        | 23,27     | Angela Tenorio                                                                       | 23,34       | Omhunique Browne                                                                              | 23,48     |
| Bieg na 400 m                 | Courtney Okolo                                                                          | 52,19     | Kendall Baisden                                                                      | 52,59       | Sage Watson                                                                                   | 52,68     |
| Bieg na 800 m                 | Jenna Westaway                                                                          | 2:06,94   | Olicia Williams                                                                      | 2:08,85     | Shawn Beaudoin                                                                                | 2:09,74   |
| Bieg na 1500 m                | Julia Zrinyi                                                                            | 4:36,88   | Kelsey Margey                                                                        | 4:38,84     | Arantza Hernández                                                                             | 4:39,85   |
| Bieg na 3000 m                | Zulema Arenas                                                                           | 9:42,70   | Madeline McDonald                                                                    | 9:56,65     | Lucy Basilio-Pérez                                                                            | 10:07,76  |
| Bieg na 5000 m                | Hetaira Palacios                                                                        | 18:11,57  | Monica García                                                                        | 18:13,83    | Sunilda Lozano                                                                                | 18:17,75  |
| Bieg na 100 m przez płotki    | Alexis Perry                                                                            | 13,56     | Nicole Setterington                                                                  | 13,57       | Genesi Romero                                                                                 | 13,65 NR  |
| Bieg na 400 m przez płotki    | Sage Watson                                                                             | 56,81     | Jade Miller                                                                          | 58,12       | Jessica Gelibert                                                                              | 58,20     |
| Bieg na 3000 m z przeszkodami | Zulema Arenas                                                                           | 10:28,94  | Briana Nerud                                                                         | 10:46,88    | Elisa Hernández                                                                               | 11:02,05  |
| Sztafeta 4 x 100 m            | Stany Zjednoczone · Morolake Akinosun · Jennifer Madu · Alexis Faulknor · Ana Holland   | 43,97     | Kanada · Deshaunda Morrison · Amelia Brohman · Nicole Setterington · Khamica Bingham | 46,13       | Kolumbia · Daniela Castillo · Janeth Largacha · Alison Mina · Jackeline Arizala               | 46,55     |
| Sztafeta 4 x 400 m            | Stany Zjednoczone · Robin Reynolds · Kendall Baisden · Olicia Williams · Courtney Okolo | 3:36,48   | Kanada · Marie-Colombe St-Pierre · Jenna Westaway · Vanessa McLeod · Sage Watson     | 3:41,53     | Kolumbia · Diana Alejandra Cruz · Julieth Paola Caballero · Tatiana Sánchez · Janeth Largacha | 3:44,08   |
| Chód na 10 000 m              | Elysle Albino                                                                           | 50:26,44  | Sara Patricia Pulido                                                                 | 50:44,19    | Maritza Rafaela Poncio                                                                        | 50:50,37  |
| Skok wzwyż                    | Danellys Dutil                                                                          | 1,76      | Yolimar Rojas                                                                        | 1,76        | Thea Lafond                                                                                   | 1,76      |
| Skok o tyczce                 | Alysha Newman                                                                           | 4,40 AJR  | Robeilys Peinado                                                                     | 4,40 NR AJR | Noelina Madarieta                                                                             | 4,00      |
| Skok w dal                    | Alexis Faulknor                                                                         | 6,24      | Genesi Romero                                                                        | 6,04        | Juliana Angúlo                                                                                | 6,01      |
| Trójskok                      | Paula Beatriz Álvarez                                                                   | 13,57     | Gabriele dos Santos                                                                  | 13,35       | Nubia Soares                                                                                  | 13,33     |
| Pchnięcie kulą                | Stamatia Scarvelis                                                                      | 15,46     | Izabela da Silva                                                                     | 14,90       | Chase Ealey                                                                                   | 14,88     |
| Rzut dyskiem                  | Izabela da Silva                                                                        | 54,15     | Magdalyn Ewen                                                                        | 50,48       | Maia Varela                                                                                   | 50,44     |
| Rzut młotem                   | Hassana Divó                                                                            | 60,94     | Avana Story                                                                          | 57,40       | Kayla Gallagher                                                                               | 56,58     |
| Rzut oszczepem                | Megan Glasmann                                                                          | 53,93     | Yulenmis Aguilar                                                                     | 50,00       | María Mello                                                                                   | 49,07     |
| Siedmiobój                    | Yusleidys Mendieta                                                                      | 5627 pkt. | Kendell Williams                                                                     | 5572 pkt.   | Georgia Ellenwood                                                                             | 5493 pkt. |

## Rekordy
Podczas zawodów ustanowiono 3 krajowych rekordów w kategorii seniorów:
| Zawodnik         | Reprezentacja | Konkurencja                     | Rezultat |
| ---------------- | ------------- | ------------------------------- | -------- |
| Genesi Romero    | Wenezuela     | bieg na 100 metrów przez płotki | 13,65    |
| Robeilys Peinado | Wenezuela     | skok o tyczce                   | 4,40     |
| Grace Conley     | Boliwia       | pchnięcie kulą                  | 13,13    |